# قره‌جه‌قیا
قره‌جه‌قیا یکی از روستاهای استان آذربایجان شرقی است که در دهستان اوچ‌تپه شرقی بخش مرکزی شهرستان میانه واقع شده‌است.
براساس آخرین سرشماری عمومی نفوس و مسکن در سال ۱۳۸۵،‌ جمعیت این روستا ۱۱۲ نفر اعلام شد.